# Museo anatomico Eugenio Morelli
Il museo anatomico "Eugenio Morelli" è sito in piazza Carlo Forlanini a Roma all'interno del complesso ospedaliero San Camillo-Forlanini.

## Descrizione
Il Museo è stato fondato nel 1941 da Eugenio Morelli, allievo di Carlo Forlanini. Attualmente è gestito dal MUSIS. Successivamente ha seguito le sorti dell'Ospedale Forlanini.

## Struttura
Sala di anatomia normale
La sala espone alcuni pezzi appartenuti a Carlo Forlanini. Inoltre vi sono una raccolta di embriologia, una raccolta di quadri di anatomia comparata e 21 esemplari che esplicano l'evoluzione di un uovo fino a diventare un pulcino, nonché 900 preparati anatomici. Inoltre delle sezioni della sala è dedicata all'apparato respiratorio, al sistema nervoso centrale e periferico ed all'anatomia topografica umana.
Sezione anatomia patologica
Con la sala precedente costituisce il nucleo originario del museo. Le collezioni consistono per la maggiore dei reperti anatomici di osservazioni autoptiche e di exeresi.
Sezione anatomia radiologica
La sezione è dedicata alla tubercolosi polmonare.
Sezione di anatomia chirurgica
La sezione è dedicata a Niccolino Belli. La sezione raccoglie vari quadri di patologia chirurgica dell'apparato respiratorio tra cui di neoplasie benigne e di adenomi bronchiali. La sala consta inoltre di 50 posti per convegni, simposi e seminari scientifici.